# Le Mans 24-timmars 2010
Le Mans 24-timmars 2010 kördes under 12 - 13 juni. Tävlingen vanns av Mike Rockenfeller, Timo Bernhard och Romain Dumas i en Audi.

## Resultat
Fet stil markerar vinnare i respektive klass.
| Plats                                                  | Klass | Team                         | Förare                                              | Bil                               | Varv |
| ------------------------------------------------------ | ----- | ---------------------------- | --------------------------------------------------- | --------------------------------- | ---- |
| 1                                                      | LMP1  | Audi Sport North America     | Mike Rockenfeller Timo Bernhard Romain Dumas        | Audi R15 TDI plus                 | 397  |
| 2                                                      | LMP1  | Audi Sport Team Joest        | André Lotterer Marcel Fässler Benoît Tréluyer       | Audi R15 TDI plus                 | 396  |
| 3                                                      | LMP1  | Audi Sport Team Joest        | Tom Kristensen Allan McNish Rinaldo Capello         | Audi R15 TDI plus                 | 394  |
| 4                                                      | LMP1  | AIM Team Oreca Matmut        | Soheil Ayari Didier André Andy Meyrick              | Oreca 01-AIM                      | 369  |
| 5                                                      | LMP2  | Strakka Racing               | Nick Leventis Danny Watts Jonny Kane                | HPD ARX-01C                       | 367  |
| 6                                                      | LMP1  | Aston Martin Racing          | Harold Primat Stefan Mücke Adrián Fernández         | Lola-Aston Martin B09/60          | 365  |
| 7                                                      | LMP2  | OAK Racing                   | Matthieu Lahaye Guillaume Moreau Jan Charouz        | Pescarolo 01-Judd                 | 361  |
| 8                                                      | LMP2  | RML                          | Mike Newton Thomas Erdos Andy Wallace               | Lola B08/80- HPD                  | 358  |
| 9                                                      | LMP2  | OAK Racing                   | Jacques Nicolet Richard Hein Jean-François Yvon     | Pescarolo 01-Judd                 | 341  |
| 10                                                     | LMP2  | Team Bruichladdich           | Tim Greaves Karim Ojjeh Gary Chalandon              | Ginetta-Zytek GZ09S/2             | 341  |
| 11                                                     | LMGT2 | Team Felbermayr-Proton       | Marc Lieb Richard Lietz Wolf Henzler                | Porsche 911 GT3-RSR               | 338  |
| 12                                                     | LMGT2 | Hankook Team Farnbacher      | Dominik Farnbacher Allan Simonsen Leh Keen          | Ferrari F430 GT2                  | 336  |
| 13                                                     | LMGT1 | Larbre Compétition           | Roland Berville Julien Canal Gabriele Gardel        | Saleen S7-R                       | 331  |
| 14                                                     | LMGT2 | BMS Scuderia Italia SpA      | Marco Holzer Richard Westbrook Timo Scheider        | Porsche 911 GT3-RSR               | 327  |
| 15                                                     | LMGT1 | Luc Alphand Aventures        | Stéphane Grégoire Jérôme Policand David Hart        | Chevrolet Corvette C6.R           | 327  |
| 16                                                     | LMGT2 | AF Corse                     | Giancarlo Fisichella Jean Alesi Toni Vilander       | Ferrari F430 GT2                  | 323  |
| 17                                                     | LMGT2 | IMSA Performance Matmut      | Raymond Narac Patrick Pilet Patrick Long            | Porsche 911 GT3-RSR               | 321  |
| 18                                                     | LMP2  | Race Performance AG          | Pierre Bruneau Marc Rostan Ralph Meichtry           | Radical SR9- Judd                 | 321  |
| 19                                                     | LMGT2 | BMW Motorsport               | Jörg Müller Augusto Farfus Uwe Alzen                | BMW M3 GT2                        | 320  |
| 20                                                     | LMP2  | Quifel ASM Team              | Miguel Amaral Olivier Pla Warren Hughes             | Ginetta-Zytek GZ09S/2             | 318  |
| 21                                                     | LMGT2 | Prospeed Competition         | Paul van Splunteren Niek Hommerson Louis Machiels   | Porsche 911 GT3-RSR               | 317  |
| 22                                                     | LMGT1 | Young Driver AMR             | Tomáš Enge Christoffer Nygaard Peter Kox            | Aston Martin DBR9                 | 311  |
| 23                                                     | LMP2  | Gerard Welter                | Philippe Salini Stéphane Salini Tristan Gommendy    | WR LMP2008-Zytek                  | 308  |
| 24                                                     | LMGT2 | Team Felbermayr-Proton       | Horst Felbermayr Horst Felbermayr Jr. Miro Konopka  | Porsche 911 GT3-RSR               | 304  |
| 25                                                     | LMP2  | Highcroft Racing             | David Brabham Marino Franchitti Marco Werner        | HPD ARX-01C                       | 296  |
| 26                                                     | LMP2  | KSM                          | Jean de Pourtales Hideki Noda Jonathan Kennard      | Lola B07/40- Judd                 | 291  |
| 27                                                     | LMGT2 | Spyker Squadron              | Tom Coronel Peter Dumbreck Jeroen Bleekemolen       | Spyker C8 Laviolette GT2-R-Audi   | 280  |
| Ej klassificerade (NC) – < 70% av tävlingen (277 varv) |       |                              |                                                     |                                   |      |
| 28                                                     | LMP1  | Drayson Racing               | Paul Drayson Jonny Cocker Emanuele Pirro            | Lola B09/60- Judd                 | 254  |
| Bröt tävlingen (DNF)                                   |       |                              |                                                     |                                   |      |
| 29                                                     | LMP1  | Team Oreca Matmut            | Olivier Panis Nicolas Lapierre Loïc Duval           | Peugeot 908 HDi FAP               | 373  |
| 30                                                     | LMP1  | Aston Martin Racing          | Darren Turner Juan Barazi Sam Hancock               | Lola-Aston Martin B09/60          | 368  |
| 31                                                     | LMP1  | Team Peugeot Total           | Alexander Wurz Marc Gené Anthony Davidson           | Peugeot 908 HDi FAP               | 360  |
| 32                                                     | LMP1  | Kolles                       | Christian Bakkerud Oliver Jarvis Christijan Albers  | Audi R10                          | 331  |
| 33                                                     | LMP1  | Signature-Plus               | Pierre Ragues Franck Mailleux Vanina Ickx           | Lola-Aston Martin B09/60          | 302  |
| 34                                                     | LMP1  | Team Peugeot Total           | Nicolas Minassian Stéphane Sarrazin Franck Montagny | Peugeot 908 HDi FAP               | 264  |
| 35                                                     | LMGT2 | Corvette Racing              | Oliver Gavin Olivier Beretta Emmanuel Collard       | Chevrolet Corvette C6.R           | 255  |
| 36                                                     | LMGT1 | Luc Alphand Aventures        | Julien Jousse Xavier Maassen Patrice Goueslard      | Chevrolet Corvette C6.R           | 238  |
| 37                                                     | LMGT2 | Corvette Racing              | Johnny O'Connell Jan Magnussen Antonio García       | Chevrolet Corvette C6.R           | 225  |
| 38                                                     | LMGT2 | Risi Competizione            | Tracy Krohn Niclas Jönsson Eric van de Poele        | Ferrari F430 GT2                  | 197  |
| 39                                                     | LMP1  | Kolles Level 5 Motorsports   | Scott Tucker Manuel Rodrigues Christophe Bouchut    | Audi R10                          | 182  |
| 40                                                     | LMP1  | Rebellion Racing             | Nicolas Prost Neel Jani Marco Andretti              | Lola B10/60- Judd                 | 175  |
| 41                                                     | LMGT1 | Matech Competition           | Thomas Mutsch Romain Grosjean Jonathan Hirschi      | Ford GT1                          | 171  |
| 42                                                     | LMP1  | Rebellion Racing             | Jean-Christophe Boullion Andrea Belicchi Guy Smith  | Lola B10/60- Judd                 | 143  |
| 43                                                     | LMGT1 | JLOC                         | Atsushi Yogo Koji Yamanishi Hiroyuki Iiri           | Lamborghini Murciélago LP670 R-SV | 138  |
| 44                                                     | LMGT2 | Risi Competizione            | Jaime Melo Gianmaria Bruni Pierre Kaffer            | Ferrari F430 GT2                  | 116  |
| 45                                                     | LMGT2 | JMW Motorsport               | Rob Bell Tim Sugden Bryce Miller                    | Aston Martin V8 Vantage GT2       | 71   |
| 46                                                     | LMGT2 | Flying Lizard Motorsports    | Seth Neiman Darren Law Jörg Bergmeister             | Porsche 911 GT3-RSR               | 61   |
| 47                                                     | LMGT1 | Matech Competition           | Natacha Gachnang Cyndie Allemann Rahel Frey         | Ford GT1                          | 59   |
| 48                                                     | LMP2  | Racing Box SRL               | Luca Pirri Marco Cioci Piergiuseppe Perazzini       | Lola B08/80- Judd                 | 57   |
| 49                                                     | LMGT2 | BMW Motorsport               | Andy Priaulx Dirk Müller Dirk Werner                | BMW M3 GT2                        | 53   |
| 50                                                     | LMP2  | Pegasus Racing               | Julien Schell Frédéric da Rocha David Zollinger     | Norma M200- Judd                  | 40   |
| 51                                                     | LMP1  | Team Peugeot Total           | Sébastien Bourdais Pedro Lamy Simon Pagenaud        | Peugeot 908 HDi FAP               | 38   |
| 52                                                     | LMGT1 | Marc VDS Racing Team         | Eric de Doncker Bas Leinders Markus Palttala        | Ford GT1                          | 26   |
| 53                                                     | LMP1  | Beechdean Motorsport Mansell | Nigel Mansell Greg Mansell Leo Mansell              | Ginetta-Zytek GZ09S               | 4    |
| 54                                                     | LMGT2 | Jaguar RSR                   | Paul Gentilozzi Ryan Dalziel Marc Goossens          | Jaguar XKR GT2                    | 4    |
| 55                                                     | LMP1  | Michael Lewis/Autocon        | Michael Lewis Bryan Willman Tony Burgess            | Lola B06/10-AER                   | 1    |
| Kom ej till start (DNS)                                |       |                              |                                                     |                                   |      |
| DNS                                                    | LMGT2 | AF Corse                     | Luís Pérez Companc Matías Russo Mika Salo           | Ferrari F430 GT2                  | –    |